# Palaquium gutta
Palaquium gutta là một loài thực vật có hoa trong họ Hồng xiêm. Loài này được (Hook.) Burck mô tả khoa học đầu tiên năm 1885.

## Hình ảnh

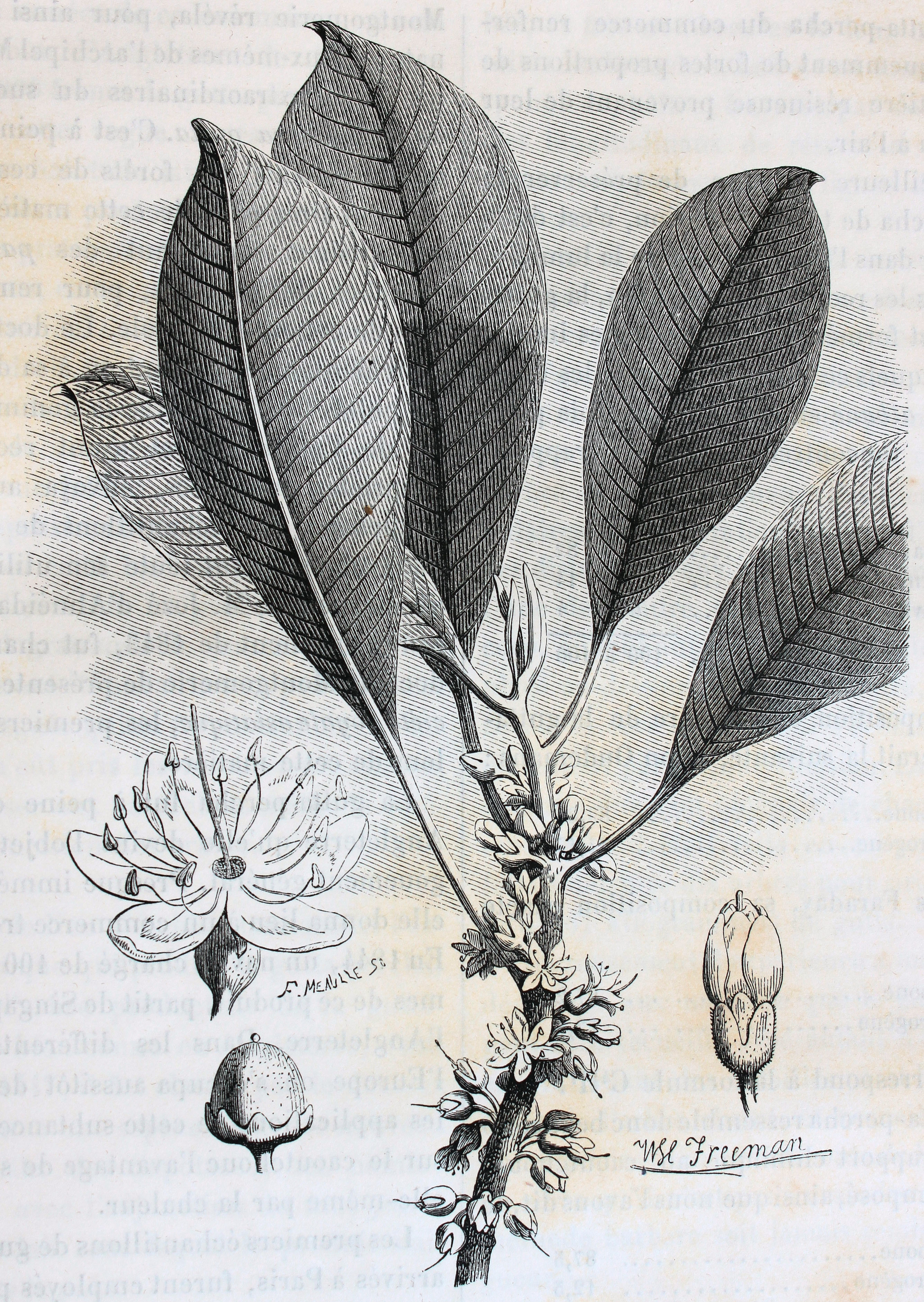
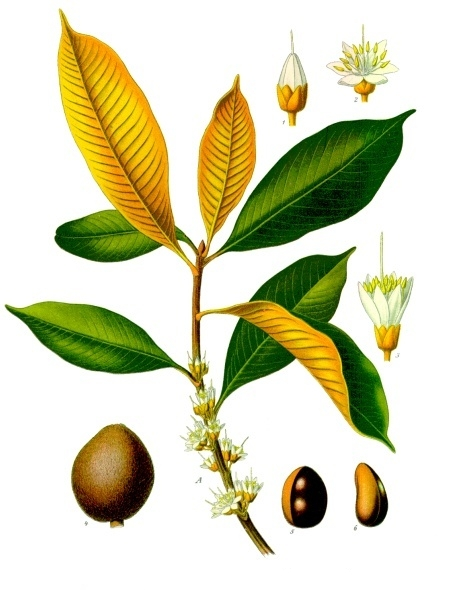
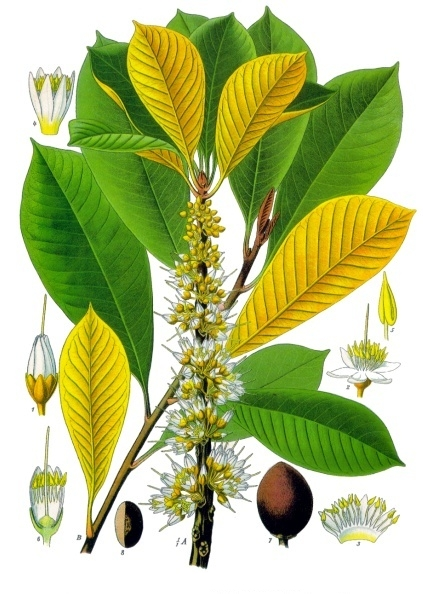